# Le Val-d'Esnoms
Le Val-d'Esnoms é uma comuna francesa na região administrativa de Grande Leste, no departamento de Haute-Marne. Estende-se por uma área de 32,48 km². Em 2010 a comuna tinha 408 habitantes (densidade: 12,6 hab./km²).